# Love in Vain
Love in Vain ist ein Blues-Song, geschrieben und gesungen von Robert Johnson. Der Song wurde als  78rpm-Single auf Vocalion veröffentlicht (Vocalion 04630). Das Lied wurde am 20. Juni 1937 in vier Versionen in Dallas, Texas aufgenommen, Take 4 wurde als Single veröffentlicht. Take 2 und 3 wurden bisher nicht gefunden.
Der Song fällt durch seinen melancholischen Text und die traurige Grundstimmung auf: “When the train rolled up to the station and I looked her in the eye – Well, I was lonesome, I felt so lonesome – and I could not help but cry – All my love’s in vain”
Die musikalische Struktur nahm Johnson von Leroy Carrs Aufnahme In the Evenin’ When the Sun Goes Down. Johnson war ein großer Bewunderer von Carrs Musik. Es wird vermutet, dass der Song für seine damalige Freundin Willie Mae Powell geschrieben wurde, deren Namen im letzten Vers des Songs genannt wird. Im Dokumentarfilm The Search for Robert Johnson (1991) spielt John Hammond Jr. den Song Willie Mae Powell vor.

## Coverversion der Rolling Stones
Die Version der Rockband The Rolling Stones aus dem Jahr 1969 wurde auf dem Album Let It Bleed veröffentlicht, eine zweite Version erschien auf dem Livealbum Get Yer Ya-Ya’s Out. Die Stones lernten den Song kennen, als 1968 eine Bootlegsammlung von Johnsons Songs erschien, die auch Love in Vain enthielt. Da die Band nicht versuchen wollte, den Song zu kopieren, probierte sie neue Wege in Richtung „mehr Country“ zu gehen, auch der Text wurde nicht wortwörtlich übernommen.

## Weitere Coverversionen (Auswahl)
Madeleine Peyroux, Walter Trout Band, Terry Garland, Peter Green Splinter Group (The Robert Johnson Song Book), Keb Mo (Slow Down), Rocky Lawrence, Pyeng Threadgill, Eric Clapton (“Me and Mr. Johnson” – schon im Text von Layla bezog sich Clapton auf Johnsons Song: “Please don’t say we’ll never find a way — And tell me all my love’s in vain”), The Faces, Jubilant Sykes, Jutta Weinhold Band feat. Klaus Henatsch, New Barbarians, Sammy Vomáčka, Santiago Campillo & Miguel Bañon, Galloway & Kelliher, Claus Dixi Diercks  & Barbara Grischek (House On A Hill)